# Fluoruro ferrico
Il fluoruro ferrico è il sale di ferro(III) con il fluoro, con formula FeF3.
Si può trovare sia come forma anidra (verdastra) oppure come tri-idrato di color rosa. La forma anidra contiene unità cristalline di FeF6 di forma ottaedrica che condividono i vertici.
È leggermente solubile in acqua, formando composti acidi.

## Proprietà magneto-ottiche
Il fluoruro di ferro ha proprietà magneto-ottiche interessanti in un intervallo di frequenze che include anche la maggior parte dello spettro del visibile.

## Indicazioni di sicurezza
Può generare fumi o vapori di fluoruri e acido fluoridrico

### Tossicità
- Inalazione: I fluoruri inorganici generalmente sono irritanti.
- Ingestione: L'ingestione di composti del ferro può causare letargia, conati di vomito, pulsazioni veloci e deboli, bassa pressione sanguigna e coma[1]

### Misure antincendio
Il composto in sé non brucia o brucia con difficoltà, quindi usare i metodi adatti a spegnere il fuoco circostante.

### Interventi di primo soccorso
- Contatto con gli occhi: sciacquare abbondantemente con acqua per almeno 15 minuti. Consultare un medico.
- Contatto con la pelle: lavare con acqua e sapone.
- Ingestione: bere acqua, latte o carbone attivo e indurre il vomito[1].

### Stoccaggio
Il composto, se pur poco solubile, è dannoso per l'ambiente, quindi allontanare ogni fonte d'acqua.
Mantenere il composto lontano dal fonti d'acqua e fognature. Costruire paratie per contenere il flusso, se necessario.
- In caso di caduta in terra: coprire il solido con pellicole di plastica per preventire la dissoluzione con la pioggia (se all'aperto) o dall'acqua necessaria a spegnere incendi.
- In caso di caduta in acqua: Neutralizzare con ossido di calcio (CaO), calcare in polvere (CaCO3) o bicarbonato di sodio (NaHCO3. Aggiustare il pH a neutrale (pH=7). Usare pompe meccaniche e macchinari adatti per rimuovere masse immobili o precipitati[5].

### Mezzi protettivi individuali
Indossare occhiali, guanti di neoprene o cloruro, respiratori con filtro e grembiule per prodotti chimici.

## Reattività
I sali acidi, come il fluoruro di ferro, sono generalmente solubili (anche in piccola parte) in acqua. Le soluzioni risultanti conterranno moderate concentrazioni di ioni idrogeno e avranno un pH minore di 7,0.
Questi sali reagiscono come acidi per neutralizzare ambienti o composti basici. Queste neutralizzazioni generano calore, ma in quantità minore o molto minore di quello generato dalla neutralizzazione di acidi inorganici, ossiacidi e acidi carbossilici.
Inoltre, questi sali, non reagiscono ad agenti ossidanti o riducenti.
Specificatamente il fluoruro ferrico, quando riscaldato sotto vuoto, si decompone per formare FeF2 e F2 (gassoso)
In fase gassosa, a 1260 K la struttura diventa planare, D3h con un legame Fe-F di lunghezza 176,3 picometri.
La formazione di fluoruro ferrico può essere stata responsabile dell'esplosione di un cilindro che conteneva il gas F2 in pressione, verificatosi in un laboratorio dell'Università della California.
Il floururo ferrico è usato per catalizzare reazioni organiche.

## Anaglifo 3D
Anaglifo 3D del fluoruro ferrico. Per la corretta visualizzazione usare gli occhialini con lenti blu e rosse.